# Macaca hecki
Macaque à crête
Espèce
Statut de conservation UICN

 VU A3cd+4cd : Vulnérable
Statut CITES
Le macaque à crête (Macaca hecki) est une espèce de primates de la famille des Cercopithecidae.

## Description

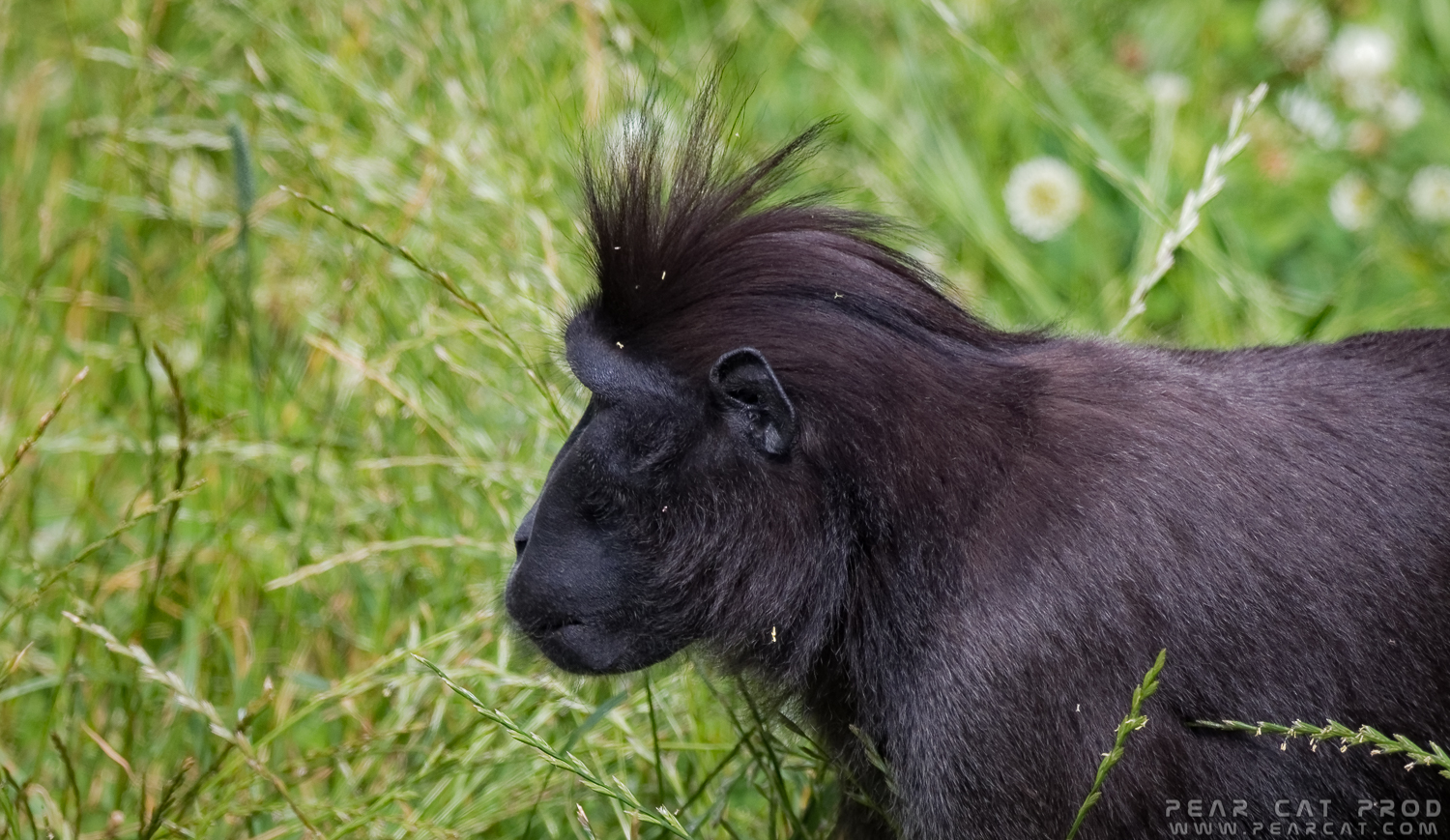
Macaque à crête de profil.

Le Macaque à Crête a un pelage sombre allant plus vers le noir. Et une crête sur sa tête d'où son nom, une peau noir avec des yeux marron. Une taille de 530 à 660 mm avec une queue de 15 à 40 mm pour le mâle et pour la femelle une taille de 420 à 660 mm et pour une queue de 20 à 35 mm.

### Sources externes
- (en) Animal Diversity Web : Macaca hecki (consulté le 28 août 2014)
- (en) CITES : Macaca hecki (Matschie, 1901)  (+ répartition sur Species+) (consulté le 22 mai 2015)
- (fr + en) ITIS : Macaca hecki  (Matschie, 1901) (consulté le 28 août 2014)
- (en) Mammal Species of the World (3e  éd., 2005) :  Macaca hecki   Matschie, 1901 (consulté le 28 août 2014)
- (en) NCBI : Macaca hecki (taxons inclus) (consulté le 28 août 2014)
- (en) UICN : espèce Macaca hecki (Matschie, 1901) (consulté le 22 mai 2015)